# Маршалл-младший, Дональд
Дональд Маршалл-младший (англ. Donald Marshall, Jr.; 13 сентября 1953 года — 6 августа 2009 года) — микмак и абориген, ошибочно осуждённый за убийство. Его отец, Дональд Маршалл-старший, в то время был великим вождём микмаков.

## Биография
Дональд был приговорён к пожизненному заключению за убийство своей знакомой Санди Сил в 1971 году. Маршалл и Санди (обоим было по 17 лет) поздно вечером гуляли вокруг Вентворт-Парка в Сидни. В парке они встретили Роя Эбсэри. Случилась короткая драка, и Эбсэри, достав нож, смертельно ранил Санди. Эбсэри признался в убийстве, но затем соврал о своей роли в преступлении, и полиция сосредоточилась на Дональде, известном им по предыдущим правонарушениям. Полиция предположила, что впавший в ярость Дональд по каким-то причинам убил Санди. Казалось, с самого начала суд имел решимость доказать его вину.
Дональд провёл в тюрьме 11 лет, после чего был оправдан апелляционным судом Новой Шотландии в 1983 году. Появился свидетель, утверждавший, что видел, как другой человек убил Санди. Позднее Эбсэри был осуждён за убийство. Когда приговор Дональда был отменён, председательствующий судья возложил часть вины за ошибку на Дональда, назвав его «автором своего собственного несчастья».
Энн Деррик, известный социальный королевский адвокат, защищала Дональда, во время расследования Королевской комиссии по делу Дональда в 1989 году. Дональд Маршалл-младший провёл 11 лет в тюрьме, с 1972 по 1983 год. Он был приговорён примерно к половине того срока, что отсидел другой несправедливо осуждённый канадец Дэвид Милгаард. Дэвид получил компенсацию 10 миллионов долларов, а Дональд — 250 тысяч.
Был изменён «Закон о доказательствах» в Канаде. Были внесены поправки, что любые полученные доказательства должны быть представлены защите по раскрытии информации. До случая Дональда королевский прокурор на своё усмотрение решал, что они имеют отношение к делу. После 1983 года он должен представить все доказательства, не деля их по «полезности».
В январе 2006 года его обвинили в покушении на убийство. Он был обвинён в нападении на человека с автомобилем. Обвинения были сняты после того, как люди согласились участвовать в ритуале исцеляющего круга.
Дональд умер 6 августа 2009 года в Сидни в результате осложнения после пересадки лёгкого в 2003 году.